# Live a Little, Love a Little
Live A Little, Love A Little è un film del 1968 diretto dal regista Norman Taurog con protagonista Elvis Presley.
Si tratta del 28º film di Presley come attore e dell'ultimo di Taurog come regista (diventerà cieco poco tempo dopo). Dato lo scarso successo che avevano riscontrato presso pubblico e critica gli ultimi film di Presley, il film non venne distribuito su tutti i mercati ed è a tutt'oggi ancora inedito in Italia.

## Trama
Greg Nolan è un fotoreporter che vive una felice vita da scapolo fino a quando incontra sulla spiaggia un'eccentrica ed infelice donna di nome Bernice. Bernice assume differenti nomi e personalità per difendersi dal comportamento del prossimo; da quanti potrebbero ferire i suoi sentimenti. Si presenta a Greg con il nome di Alice, anche se il ragazzo delle consegne la conosce come Susie, e il lattaio invece come Betty.
La ragazza causa a Greg la perdita del lavoro e dell'appartamento dove vive drogandolo con un potente sonnifero e facendolo dormire per giorni.
Tuttavia, Bernice lo aiuta anche a trovare una nuova casa. Volendola ricompensare, Greg inizia a svolgere due lavori full-time in contemporanea: uno come fotografo per una rivista tipo Playboy di proprietà di Mike Lansdown e l'altro per una rivista conservatrice di stretto rigore morale diretta da Mr. Penlow. I due lavori sono nello stesso edificio, costringendo Greg a correre da un ufficio all'altro (su e giù per le scale) per non essere scoperto. Inoltre, il ragazzo deve anche fare i conti con il comportamento bizzarro di Bernice.

## Produzione
Il cane presente nel film è stato detto fosse il vero cane di Elvis nella vita reale, Brutus, ma Priscilla Presley smentì questa versione dichiarando che nella pellicola era stato utilizzato un cane appositamente addestrato.

## Colonna sonora
I brani del film: Wonderful World; Edge of Reality; A Little Less Conversation; Almost in Love.
Le sessioni di registrazione delle quattro canzoni composte per il film si svolsero il 7 marzo 1968 negli studi Western Recorders di Hollywood, California. Il produttore Billy Strange, aveva lavorato in precedenza con Frank e Nancy Sinatra. Il brano Almost in Love possiede sonorità da club jazz notturno, Edge of Reality è una sorta di pseudo-acid rock, mentre A Little Less Conversation, scritta da Strange e Mac Davis, occhieggia al funk. Una versione alternativa di A Little Less Conversation fu alla base di un fortunato remix del 2002 che fece tornare Presley in cima a molte classifiche mondiali di vendita.
Wonderful World, che si sente sui titoli di testa del film, apparve nella compilation Elvis Sings Flaming Star.
Edge of Reality uscì il 5 novembre 1968 come lato B del 45 giri If I Can Dream (47-9670).
A Little Less Conversation venne pubblicata su singolo con Almost in Love sul lato B il 3 settembre 1968 (RCA nr. 47-9610). Raggiunse la posizione numero 69 in classifica. Più di tre decenni dopo, un remix della canzone ad opera di Junkie XL divenne un clamoroso successo mondiale, sebbene la versione oggetto del remix fu quella incisa da Elvis per lo speciale della NBC '68 Comeback Special e non la versione del film.
Tutte e tre le tracce sono successivamente state incluse nel cofanetto Command Performances: The Essential 60's Masters II.
Tutti i brani vennero inclusi su CD per la prima volta nel 1995 su "Live A Little, Love A Little / The Trouble With Girls / Charro / Change Of Habit" (serie Double Feature), con l'aggiunta della 'album version' di A Little Less Conversation.
Nel 2015 venne realizzato il CD Live A Little Love A Little (serie Follow That Dream), con i quattro brani originali e l'aggiunta di numerose versioni alternative.

### Tracce
1. Wonderful World (Doug Flett, Guy Fletcher)
2. Edge of Reality (Bernie Baum, Bill Giant, Florence Kaye)
3. A Little Less Conversation (Billy Strange, Mac Davis)
4. Almost in Love (Luiz Bonfá, Randy Starr)

### Live A Little Love A Little(CD, 2015)
1. Wonderful World - 2:14
2. Edge Of Reality - 3:19
3. A Little Less Conversation - 2:17
4. Almost In Love - 3:07
5. Wonderful World (Take 1) - 3:01
6. A Little Less Conversation (Takes 1, 2) - 2:40
7. Edge Of Reality (Takes 1, 2) - 4:17
8. Almost In Love (Take 1, 4 -6) - 5:45
9. Wonderful World (Takes 2, 3) - 2:54
10. Edge Of Reality (Take 3) - 3:51
11. A Little Less Conversation (Takes 4 - 9) - 5:16
12. A Little Less Conversation (Take 10, album master) - 2:28
13. Almost In Love (High key version, instrumental track - rehearsal) - 3:23
14. Wonderful World (Take 7, movie master) - 2:34
15. Edge Of Reality (Takes 5, 6) - 4:37
16. Almost In Love (High key version 2007 - take 2, vocal overdub 2011 - take 4) - 3:16
17. Wonderful World (Takes 14, 15) - 3:15
18. A Little Less Conversation (Takes 11, 12, 16 - Single) - 5:26
19. Edge Of Reality (Take 8 - master) - 3:59
20. Almost In Love (Track 2006 - take 4, vocal overdub 2012 - takes 2, 3, master) - 5:52
21. Wonderful World (Takes 16, 17, master) - 3:18

### Formazione
- Elvis Presley – voce
- B. J. Baker, Sally Stevens, Bob Tebow, John Bahler – cori
- Joseph Gibbons – chitarra elettrica
- Neil Levang – chitarra elettrica
- Alvin Casey – chitarra elettrica
- Charles Britz – chitarra elettrica
- Don Randi – pianoforte
- Charles Berghofer – basso
- Larry Knechtel – basso
- Hal Blaine – batteria
- Gary Coleman – batteria